# اونیدا کورنرز (نیویورک)
اونیدا کورنرز (به انگلیسی: Oneida Corners) یک منطقهٔ مسکونی در ایالات متحده آمریکا است که در شهرستان وارن، نیویورک واقع شده‌است. اونیدا کورنرز ۱۱۴٫۶۱ متر بالاتر از سطح دریا واقع شده‌است.